# Schmuel
Schmuel  ist ein männlicher Vorname. Es handelt sich um die hebräische Urform von Samuel.

## Herkunft und Bedeutung
Beim Namen Schmuel handelt es sich um eine Transkription des hebräischen Namens שְׁמוּאֵל śəmūʾēl.
Die Herleitung des Namens im Hebräischen ist umstritten:
- ŠM + אֵל ʾēl: „ŠM ist Gott“
- שֵׁם śēm + אֵל ʾēl: „Nachkomme ist Gott“, „Nachkomme Gottes“
- ŠMW + אֵל ʾēl: „erhaben ist Gott“

1 Sam 1,20  gibt die volksetymologische Erklärung an: „... und [sie] nannte ihn Samuel, denn sie sagte: Ich habe ihn vom Herrn erbeten.“ Diese Bezugnahme auf die Wurzel שׁאל śʾl lässt jedoch auf den Namen שָׁאוּל śāʾūl, deutsch Saul, schließen.

## Verbreitung
Der Name שְׁמוּאֵל śəmūʾēl ist in erster Linie in Israel verbreitet. Dort zählt er zu den beliebtesten Jungennamen. Im Jahr 2020 belegte er Rang 16 der Hitliste.

## Namensträger

### Vorname
- Samuel (Amoräer), talmudischer Gelehrter
- Schmuel Agmon (1922–2025), israelischer Mathematiker
- Schmuel Archevolti (~1515–1611), jüdischer Grammatiker
- Shmuel Ashkenasi (* 1941), israelischer Violinist
- Schmuel Dajan (1891–1968), israelischer Schriftsteller und Politiker
- Schmuel Elijahu (* 1956), israelischer Rabbiner
- Schmuel ha-Nagid (993–1056), Groß-Wesir des Königreichs von Granada
- Schmuel Pivnik (1926–2017), Holocaust-Überlebender, Zeitzeuge und Autor
- Shmuel Rodensky (1904–1989), israelisch-litauischer Schauspieler
- Schmuel Rosenthal (* 1947), israelischer Fußballnationalspieler
- Schmuel Katz (1914–2008), israelischer Politiker, Schriftsteller und Historiker
- Shmuel N. Eisenstadt (1923–2010), israelischer Soziologe
- Shmuel Sambursky (1900–1990), israelischer Wissenschaftshistoriker
- Shmuel Tamir (1923–1987), israelischer Politiker und Justizminister

### Zwischenname
- Beer Schmuel Issachar ben Jehuda Löw Eibschiz Perlhefter (1650–1713), jüdischer Gelehrter und Rabbiner